# Liste der Kulturdenkmäler in Dietkirchen
Die folgende Liste enthält die in der Denkmaltopographie ausgewiesenen Kulturdenkmäler auf dem Gebiet des Ortsteils Dietkirchen der  Stadt Limburg an der Lahn, Landkreis Limburg-Weilburg, Hessen.
Hinweis: Die Reihenfolge der Denkmäler in dieser Liste orientiert sich an der Anschrift, alternativ ist sie auch nach der Bezeichnung, der vom Landesamt für Denkmalpflege vergebenen Nummer oder der Bauzeit sortierbar.
Kulturdenkmäler werden fortlaufend im Denkmalverzeichnis des Landes Hessen durch das Landesamt für Denkmalpflege Hessen auf Basis des Hessischen Denkmalschutzgesetzes (HDSchG) geführt. Die Schutzwürdigkeit eines Kulturdenkmals hängt nicht von der Eintragung in das Denkmalverzeichnis des Landes Hessen oder der Veröffentlichung in der Denkmaltopographie ab.

| Bild            | Bezeichnung                                                           | Lage | Beschreibung                                              | Bauzeit                | Objekt-Nr. |
| --------------- | --------------------------------------------------------------------- | --- | --------------------------------------------------------- | ---------------------- | ---------- |
| weitere Bilder  | Soldatenfriedhof und Kriegergedenkstätte mit irischem Hochkreuz       | Am Steingraben LageFlur: 9, Flurstück: 8                                                                        |                                                           | Anfang 20. Jahrhundert | 52872 DDB  |
| Geisberg 6      | Wohnhaus                                                              | Geisberg 6 LageFlur: 4, Flurstück: 81/1                                                                         |                                                           | 1775 bis 1825          | 52857 DDB  |
| Bild gesucht BW | Gesamtanlage Dietkirchen                                              | Gesamtanlage Dietkirchen Lage                                                                                   |                                                           |                        | 52856 DDB  |
| weitere Bilder  | Bormich-Haus, ehemaliges Stiftsgebäude.                               | Herrenberg 1 LageFlur: 5, Flurstück: 45/2                                                                       |                                                           | 1595 bis 1605          | 52858 DDB  |
| weitere Bilder  | Ehemalige Stiftskurie und Alte Schule                                 | Herrenberg 2 LageFlur: 5, Flurstück: 43/2                                                                       |                                                           | 1575 bis 1585          | 52859 DDB  |
| weitere Bilder  | Katholische Pfarrkirche St. Lubentius und Juliana, ehem. Stiftskirche | Herrenberg 3, Herrenberg LageFlur: 5, Flurstück: 48, 49                                                         | ehemalige Stiftskirche                                    |                        | 52860 DDB  |
| weitere Bilder  | Wohn- und Gasthaus                                                    | Lahnstraße 1 LageFlur: 5, Flurstück: 55/1                                                                       |                                                           | 1835 bis 1845          | 52861 DDB  |
| Lahnstraße 4    | Wohnhaus                                                              | Lahnstraße 4 LageFlur: 5, Flurstück: 62/1, 64/1                                                                 |                                                           | 1695 bis 1705          | 52862 DDB  |
| weitere Bilder  | Wohnhaus                                                              | Lahnstraße 5 LageFlur: 5, Flurstück: 54                                                                         |                                                           | 1695 bis 1705          | 52863 DDB  |
| weitere Bilder  | Wohnhaus                                                              | Lahnstraße 9 LageFlur: 5, Flurstück: 51/1                                                                       | Errichtet vor 1700.                                       |                        | 52864 DDB  |
| Lahnstraße 11   | Fachwerkbau                                                           | Lahnstraße 11 LageFlur: 5, Flurstück: 50/1                                                                      |                                                           | 1725 bis 1775          | 53317 DDB  |
| Lahnstraße 12   | Wohnhaus                                                              | Lahnstraße 12 LageFlur: 5, Flurstück: 71/2                                                                      |                                                           | 1695 bis 1705          | 52865 DDB  |
| weitere Bilder  |                                                                       | Lahnstraße 15 LageFlur: 5, Flurstück: 73/1                                                                      |                                                           |                        | 52866 DDB  |
| weitere Bilder  | Wohnhaus                                                              | Lahnstraße 17 LageFlur: 5, Flurstück: 33                                                                        |                                                           | Anfang 17. Jahrhundert | 52867 DDB  |
| weitere Bilder  | Wohnhaus                                                              | Lahnstraße 18, Brühlweg 3 LageFlur: 5, Flurstück: 79/1, 82/1                                                    |                                                           | Anfang 17. Jahrhundert | 52868 DDB  |
| weitere Bilder  | Firmengelände Mundipharma GmbH                                        | Mundipharmastraße 2, Über der Lahn 1, 3, 5, Über der Lahn LageFlur: 14, Flurstück: 8/16, 8/17, 8/19, 8/23, 8/24 | Architekt des Gebäudes Mundipharmastraße 2: Marcel Breuer | 1973                   | 52869 DDB  |
| weitere Bilder  | Katholischer Pfarrhof                                                 | Reckenforst 5 LageFlur: 4, Flurstück: 39/1                                                                      |                                                           | 1575 bis 1625          | 52870 DDB  |
| Rötherstraße 12 | Wohnhaus                                                              | Rötherstraße 12 LageFlur: 4, Flurstück: 58/1, 60                                                                |                                                           | 1625 bis 1675          | 52871 DDB  |